# Dumitru Dumitriu (militar)
Dumitru Dumitriu (n. 10 noiembrie 1872 - d. ?) a fost unul dintre ofițerii Armatei României, care a exercitat comanda unor mari unități și unități militare, pe timp de război, în perioada Primului Război Mondial și operațiilor militare postbelice.

## Cariera militară
A ocupat diferite poziții în cadrul unităților de infanterie ale armatei române, avansând până în anul 1909 la gradul de locotenent-comandor în 1909. În perioada Primului Război Mondial a îndeplinit funcția de comandant al Regimentului 63 Infanterie. În acțiunile militare postbelice na îndeplinit gradul de colonel al Brigăzii III Vânători. 

## Decorații
- Ordinul „Coroana României”